# Jones Act

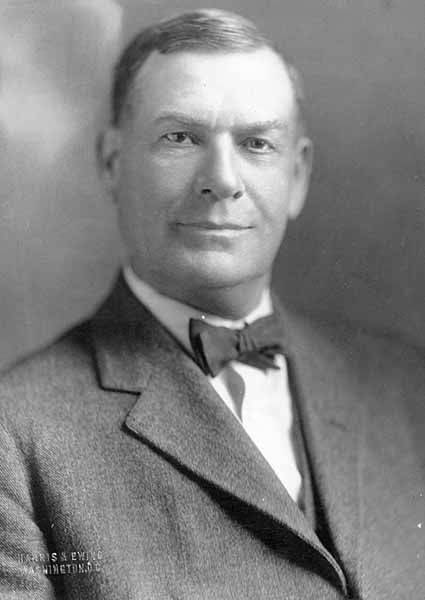
Sénateur Wesley Jones qui a donné son nom à la loi.

Le Jones Act ou Merchant Marine Act of 1920 est une loi de 1920 qui oblige les bateaux faisant du cabotage aux États-Unis à être construits aux États-Unis, à battre pavillon américain, à être détenus par un Américain et à avoir un équipage américain. Cette loi est toujours en vigueur en dépit de la création de l'Organisation mondiale du commerce, en tant que dérogation, car elle avait été adoptée avant la création de l'Accord général sur les tarifs douaniers et le commerce, dans le but d'assurer des réserves en ce qui a trait aux transports maritimes en cas de conflit militaire. 
Cette loi est régulièrement critiquée comme étant particulièrement protectionniste et qui augmenterait les coûts du transport maritime à l'intérieur des États-Unis, touchant notamment des territoires comme Porto Rico, inclus dans le périmètre de la loi. Le sénateur John McCain a plusieurs fois proposé une suppression ou une modification à cette loi. Lors de l'ouragan Maria, le Jones Act a été suspendu temporairement à la suite des difficultés logistiques importantes que l'île subissait. La Chambre des représentants de l'état du Connecticut a adopté aussi, une résolution demandant des amendements à la loi Jones.